# Vladimir Natanovič Gelfand
Vladimir Natanovič Gelfand (rusky Владимир Натанович Гельфанд) (1. března 1923 Novoarchangelsk, Kirovohradská oblast, Ukrajinská SSR – 25. listopadu 1983 Dněpropetrovsk, Ukrajinská SSR) byl spisovatel a účastník ve druhé světové válce, známý jako autor deníku z let 1941–1946. Kniha s deníkovými záznamy důstojníka Rudé armády Vladimira Gelfanda Deutschland-Tagebuch 1945–1946 byla poprvé vydána v Německu v němčině v roce 2002.

## Biografie
V roce 1949 se oženil s Bertou Koifmanovou. V roce 1952 absolvoval Historickou fakultu Molotovské univerzity a přestěhoval se do Dněpropetrovska. O osm let později se rozvedl a oženil se Bellou Šulmanovou. Od roku 1952 do roku 1983 působil jako učitel dějepisu na Středním odborném učilišti.

## Vydání deníků
- 2002 — nakladatelství bbb battert Baden-Baden, Německo, Tagebuch 1941–1946 (ISBN 3-87989-360-8)
- 2005 — nakladatelství Aufbau Berlín, Německo, Deutschland Tagebuch 1945–1946 (ISBN 3-351-02596-3)
- 2006 — nakladatelství Ersatz Stockholm, Švédsko, Tysk dagbok 1945–46 (ISBN 91-88858-21-9)
- 2008 — nakladatelství Aufbau-Taschenbuch-Verlag Berlín, Německo, Deutschland Tagebuch 1945–1946 (ISBN 3-7466-8155-3)
- 2012 — nakladatelství Ersatz-E-bok Stockholm, Švédsko, Tysk dagbok 1945–46 (ISBN 9789186437831)
- 2015 — nakladatelství РОССПЭН Moskva, Rusko, Владимир Гельфанд. Дневник 1941–1946 (ISBN 978-5-8243-1983-5)
- 2016 — nakladatelství РОССПЭН Moskva, Rusko, Владимир Гельфанд. Дневник 1941–1946 (ISBN 978-5-8243-2023-7)